# 화이트홀 (런던)

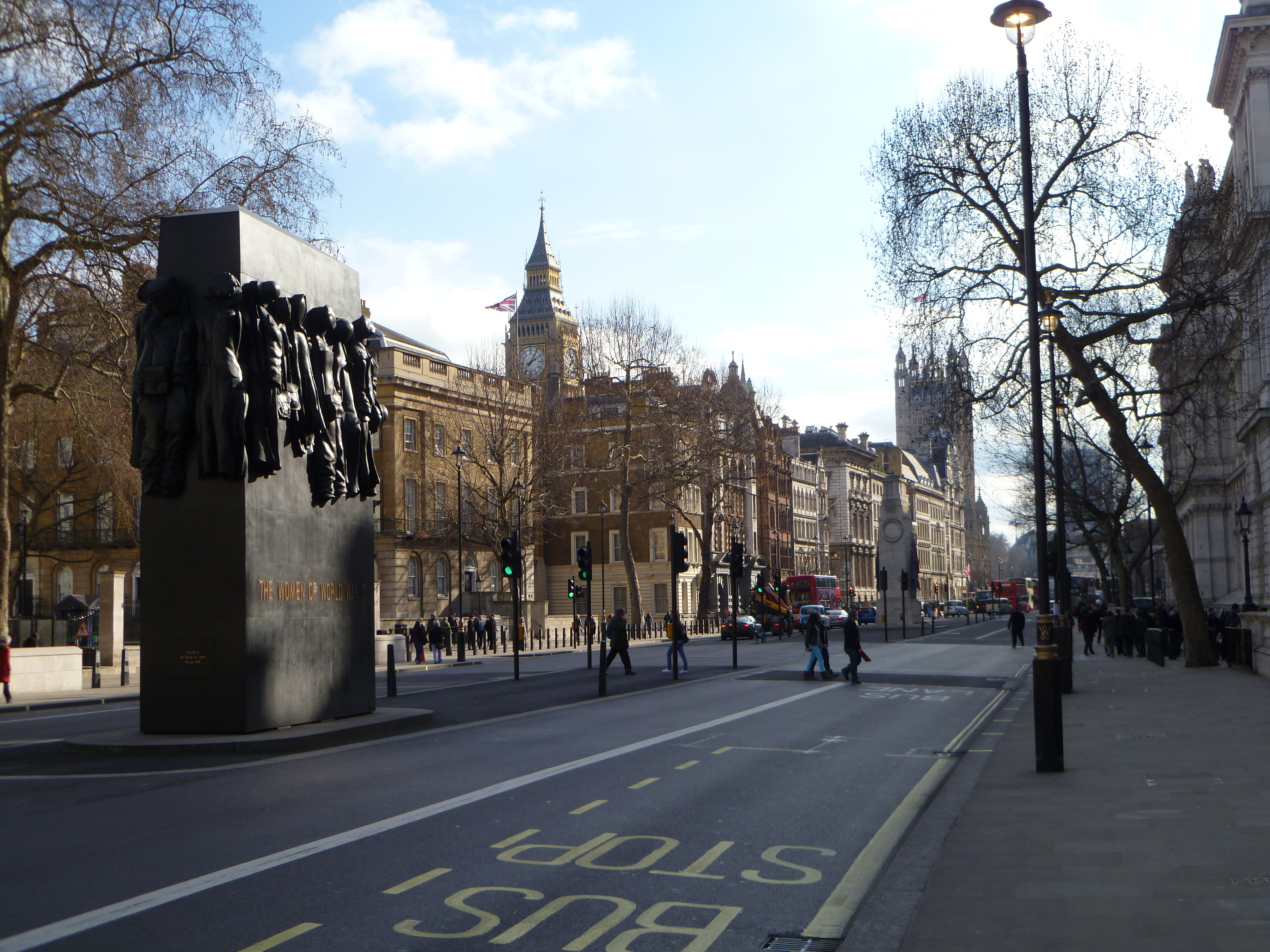
2012년의 화이트홀. 더 시노타프와 제1차 세계 대전 여성 위령비가 중앙에 자리해 있고, 그 뒷배경으로 빅 벤이 보인다.

화이트홀은 영국 센트럴런던의 시티오브웨스트민스터에 위치한 도로이자 주변 동네의 명칭이다. 트라팔가 광장에서 첼시까지 이어지는 A3212 도로의 초입에 해당된다. 이와 더불어 트라팔가 광장에서 남쪽의 팔리아먼트 광장 방면으로 이어지는 주요 길목이기도 하다. 영국 정부의 각 부처와 관청이 밀집해 있어 영국 정계의 심장부로 여겨지며, 영국 국방부, 영국 육군 총사령부, 영국 내각부 청사가 대표적이다. 뿐만 아니라 '화이트홀'이라는 명칭 자체가 지명 외에 영국 중앙부처와 공무조직을 일컫는 말로도 쓰이고 있다.
화이트홀이라는 이름 자체는 헨리 8세부터 윌리엄 3세까지 영국 국왕이 거주했던 화이트홀 궁전에서 유래하였다. 화이트홀 궁전 자체는 1698년 화재로 소실되었으며, 밴케팅 하우스만 살아남아 지금까지 전한다. 화이트홀 도로도 원래는 화이트홀 궁전 앞에 나 있는 널찍한 도로를 일컫는 말이었으며, 남쪽 방면 도로는 궁전이 사라지고 18세기 들어서 확장된 것이다.
정부청사 외에도 동상이나 기념비 등이 들어서 있는 것으로 유명한데, 영국을 대표하는 전쟁 위령비인 더 시노타프가 있다. 시노타프 비를 기준으로 그 남쪽으로는 '팔리아먼트 거리' (Parliament Street)가 된다. 20세기 중반에 인기를 끌었던 화이트홀 코미디극의 무대, 화이트홀 극장도 이곳에 있었으며, 지금은 트라팔가 스튜디오라는 이름으로 남아 있다.

## 같이 보기
- 영국 정부